# Вежа Ластівки
«Відьмак. Вежа Ластівки» (пол. Wieża Jaskółki)  — роман польського письменника Анджея Сапковського у жанрі фентезі, що вперше вийшов 1997 року у польському видавництві SuperNOWA. Є шостою частиною фентезійного циклу «Відьмак».

## Сюжет
Дія починається тим, що Висогота, відлюдник, який живе на півдні Нільфгардської Імперії знаходить поранену Цірі. Під час реабілітації вона розказує про те хто вона така, а також про усі її пригоди. Цірілла грабувала зі своєю бандою — «Щурами», коли вони довідались, що на них полює відомий і жорстокий мисливець за головами — Лео Бонгарт. Він вбиває всіх «щурів», окрім Цірі, яку змушує дивитися на те, як він відрубує їм голови. Згодом, виявляється, що Бонгарт мав віддати Цірі живою одному барону, та побачивши її здібності, вирішує підзаробити на ній і відправляє битися на спеціальній арені. Під час «вистави» з'являються люди барона, вимагаючи, щоб Лео віддав їм княжну. Останній погоджується за однієї умови: вони самі мають залізти на арену і дістати її. Це їм, звичайно, не вдається, оскільки Цірі є відьмачкою. Бонгарт і сам це усвідомлює під час боротьби його бранки з людьми барона. Він катує Ціріллу і дізнається хто вона: спадкоємиця престолу Цінтри. Тоді мисливець за головами вирішує віддати її Стефану Скеллену «Пугачу», який зібрав власний загін для полювання за нею. Коли вони прибувають на місце перебування Пугача, виявляється, що підопічний Вігельфорца, Ріенс потрапив йому в руки. Тоді, Лео, Пугач і Ріенс відлучаються, щоб обговорити з ким лишиться Цірі. В кінцевому результаті, всі три укладають з Вільгефорцом (який говорив через спеціальну шкатулку) і вирішують працювати на нього для власного ж блага. Проте, поки вони говорили Цірі втекла і, поранена зірочкою Стефана, попала у трясовину, де її знайшов Висогота. Від рани на її обличчі залишається жахливий шрам.
В той час, Ґеральт і його «дружина» тікають з партизанського війська королеви Меви і прямують на схід, до друїдів, які можуть локалізувати Цірі. Проте, виявляється, що друїди втекли з Каед Ду (їхній сакральний ліс) на південь. Поки вони поповнювали провіант, відьмака взяла під варту місцева нільфгардська охорона. Виявилось, що банді Солов'я було вручене замовлення на нього, проте замість п'яти в ньому було вказано чотири особи. Замовником виявився загадковий ельф Шірру.

## Переклади українською
- Анджей Сапковський. Відьмак. Вежа Ластівки. (Книга 6). Переклад з пол.: Сергій Легеза. Харків: Клуб сімейного дозвілля, 2016. — 400 стор. ISBN 978-617-12-1656-3